# 俺は飛ばし屋/プロゴルファー・ギル
俺は飛ばし屋/プロゴルファー・ギル（英: ：Happy Gilmore）は、1996年のアメリカのコメディ映画。アダム・サンドラー主演。日本では劇場未公開で、ビデオスルーとなった。

## あらすじ
アイスホッケー選手を目指すハッピー・ギルモアは、シュートに関してはかなりの腕前を持つが、肝心のスケーティングができないためにいつも試験で不採用を受ける日々が続いていた。
そんなある日、ギルモアの祖母が税金を27万ドル滞納していたことが発覚し、家は差し押さえを受け、老人ホームに入れられてしまう。さらに、ホームの経営者は入居してきたお年寄りをストレスの発散のためにこき使う冷酷な男だった。祖母を助けたくてもどうすることもできないギルモア。
家財道具を運ぶ業者がまともに仕事をせずゴルフクラブで遊んでいたので、注意するギルモア。業者は「俺より飛ばせたら仕事に戻る」と勝負を持ち掛けてきたので打ってみることにするが、ここで彼は球を400ヤードも飛ばしてあっさりと勝利。彼はその後ゴルフ練習場で技を見せることで客から小銭をもらって稼いでいたが、彼の才能を見抜いた元プロゴルファーのチャップスからスカウトを受け、これで祖母の税金を滞納できると考えたギルモアは大会に出場することを決意する。

## キャスト
※括弧内は日本語吹替。
- ハッピー・ギルモア: アダム・サンドラー（森川智之）
- シューター・マクギャビン: クリストファー・マクドナルド（立木文彦）
- バージニア: ジュリー・ボーウェン（岡本麻弥）
- ギルモアの祖母: フランシス・ベイ（久保田民絵）
- チャップス: カール・ウェザース（辻親八）
- ラーソン：リチャード・キール（宝亀克寿）
- 本人役: ボブ・バーカー（長島雄一）
- ハル・L: ベン・スティラー（ノンクレジット）（堀内賢雄）

## 続編
2024年12月26日、本作の続編『俺は飛ばし屋/プロゴルファー・ギル2』が2025年にNetflixで配信されることが報じられた。2025年7月25日、配信開始。